# كامران رحمان (مقاطعة دالاهو)
كامران رحمان (بالفارسية: کامران رحمان) هي قرية تقع في كرمانشاه في إيران. يقدر عدد سكانها بـ 76 نسمة بحسب إحصاء 2016.